# Madagaszkár 2.
A Madagaszkár 2. (eredeti cím: Madagascar: Escape 2 Africa) 2008-ban bemutatott amerikai 3D-s számítógépes animációs film, amely a 17. DreamWorks-film és a Madagaszkár-filmtrilógia második része.  Az animációs játékfilm rendezői Eric Darnell és Tom McGrath, producerei Mireille Soria és Mark Swift. A forgatókönyvet Etan Cohen írta, zenéjét Hans Zimmer és will.i.am szerezte. A mozifilm a DreamWorks Animation és a Pacific Data Images gyártásában készült, a Paramount Pictures forgalmazásában jelent meg. Műfaját tekintve kalandos filmvígjáték.
A filmet Amerikában 2008. november 7-én, míg Magyarországon egy nappal korábban, november 6-án mutatták be a mozikban a UIP-Dunafilm forgalmazásában. Forgács Gábor ebben a filmben szinkronizálta először Julien királyt.

## Cselekmény
|  | Alább a cselekmény részletei következnek! |

Alex, Marty, Gloria és Melman épp elhagyni készülnek Madagaszkárt egy repülőn, ahol a pilóták természetesen a pingvinek. Az összeeszkábált géppel nem jutnak messzire, éppen csak Afrikáig. A landolás nem megy könnyen, ugyanis lezuhannak, de a pingvinek ügyességének köszönhetően ép bőrrel megússza mindenki.
Főhőseink találkoznak vadon élő társaikkal, sőt, Alex rábukkan a szüleire. Ahhoz, hogy Alex újra a falkához tartozzon, beavatási szertartáson kell átesnie, ami balul sül el. Ezért apja, Zuba átadja a hatalmat Makungának, aki kitagadja Alexet, és a szülei is elhagyják a falkát.
Eközben a többiek sem unatkoznak: Gloriára rátalál a szerelem egy Moto moto nevű víziló személyében. Melmant a többi zsiráf kinevezi kuruzslónak, ő lesz, aki gyógyítja a társait. Marty beilleszkedik a többi zebra közé, bár csalódás éri, mert rádöbben, hogy egyáltalán nem egyedi, hiszen kiköpött mása a többi csíkos társának.
Hirtelen eltűnik a folyóból a víz, az állatok itató nélkül maradnak, így a pusztulás fenyegeti őket. Makunga képtelen megoldani a válsághelyzetet, viszont Alex felajánlja, hogy megoldja a problémát. Marty segítségével és a pingvinekkel karöltve tönkreteszik a gátat, amelyet egy turistacsoport épített, hogy biztosítsák saját túlélésüket a vadonban. Mindeközben Gloria rájön, hogy Melman számára az igazi férfi, így sikerül a zsiráfot megmentenie attól, hogy magát a vulkánba vesse, feláldozva magát az isteneknek egy kis vízért cserébe.
A történet tehát jól végződik, az itató újra csordultig, Alex és családja visszatér a falkába, Makunga pedig megkapja, ami neki jár kedvenc nagyikánktól.
|  | Itt a vége a cselekmény részletezésének! |

## Szereplők
| Szereplő | Eredeti hang           | Magyar hang      | Fajtája          |
| --- | ---------------------- | ---------------- | ---------------- |
| Alex / Alakay | Ben Stiller            | Zámbori Soma     | oroszlán         |
| Zuba | Bernie Mac             | Csuja Imre       | oroszlán         |
| Mama | Sherri Shepherd        | Andresz Kati     | oroszlán         |
| Makunga | Alec Baldwin           | Dörner György    | oroszlán         |
| Teetsi | Fred Tatasciore        | Vass Gábor       | oroszlán         |
| Marty | Chris Rock             | Molnár Levente   | zebra            |
| Melman | David Schwimmer        | Seder Gábor      | zsiráf           |
| Joe | Eric Darnell           | Bodrogi Attila   | zsiráf           |
| Stephen | Stephen Kearin         | Rékai Nándor     | zsiráf           |
| Gloria | Jada Pinkett Smith     | Liptai Claudia   | víziló           |
| Moto Moto | will.i.am              | Ganxsta Zolee    | víziló           |
| Julien király | Sacha Baron Cohen      | Forgács Gábor    | gyűrűsfarkú maki |
| Maurice | Cedric the Entertainer | Beregi Péter     | véznaujjú maki   |
| Mort | Andy Richter           | Arany Tamás      | egérmaki         |
| Kapitány | Tom McGrath            | Reviczky Gábor   | pingvin          |
| Közlegény | Christopher Knights    | Katona Zoltán    | pingvin          |
| Kowalski | Chris Miller           | Kerekes József   | pingvin          |
| Rico | John DiMaggio          | Saját hangján    | pingvin          |
| Mason | Conrad Vernon          | Berzsenyi Zoltán | csimpánz         |
| Nagyi | Elisa Gabrielli        | Bókai Mária      | ember            |
| Idegenvezető | Phil LaMarr            | Dévai Balázs     | ember            |
| További magyar hangok: Béli Titanilla, Bolla Róbert, Bor László, Bordás János, Bordi András, Csizmadia Gabriella, Czető Ádám, Fehér Péter, Garai Róbert, Garamszegi Gábor, Glósz András, Jeges Krisztián, Kardos Lili, Keönch Anna, Kiss Anikó, Kossuth Gábor, Lázár Erika, Maday Gábor, Martin Adél, Orosz István, Sági Tímea, Simon Eszter, Szuchy Péter, Varga Rókus |                        |                  |                  |

## Televíziós megjelenések
- TV2
- FEM3 / PRIME, Digi Film, Super TV2, Mozi+, Moziverzum